# La Orilla del Agua
La Orilla del Agua es una localidad del estado mexicano de Jalisco. Es parte del municipio de Lagos de Moreno.

## Demografía
| Gráfica de evolución demográfica |
|                                  |

| Censo | Población |
| ----- | --------- |
| 1990  | 546       |
| 2000  | 648       |
| 2010  | 858       |
| 2020  | 1 073     |